# ITV plc
ITV plc es una compañía británica de medios de comunicación, que gestiona conjuntamente 11 de las 15 concesiones regionales que forman parte de la cadena ITV, la primera televisión comercial de Reino Unido. El grupo compite en el mercado televisivo con la BBC.
La compañía se creó a partir de la fusión de Granada y Carlton, las dos concesionarias más fuertes dentro de la red ITV. La unión entre canales fue un proceso que comenzó en 1993, cuando el Gobierno británico autorizó la fusión entre las franquicias regionales de ITV. Las compañías que son independientes de ITV plc son STV (que comprende dos franquicias), UTV y Channel Television.
ITV plc cotiza en la Bolsa de Londres, y forma parte del índice FTSE 250.

## Historia

### Fusiones previas
A comienzos de los años 1990, el Gobierno británico cambió la Ley Audiovisual y permitió la unión entre las distintas franquicias de ITV. A su vez, con la nueva ley se pusieron todas las concesiones a subasta, por lo que el 1 de enero de 1993 entraron nuevos operadores. Por ejemplo, Carlton Television reemplazó a Thames Television en el área metropolitana de Londres de lunes a viernes, mientras que Meridian Broadcasting sustituyó a TVS en el sur del país.
La primera fusión se produjo en 1992, cuando Yorkshire Television adquirió Tyne Tees Television y lo integró en un holding. Aunque las dos televisiones mantuvieron una imagen independiente en su zona, la gestión era conjunta. A su vez, las dos franquicias más importantes dentro de ITV, Granada (Noroeste) y Carlton, presentaron ofertas a franquicias menores. En 1994, Carlton se hizo con todos los títulos de Central, y adquirió un paquete del 20% en Meridian Broadcasting. Por su parte, Granada Television adquirió en 1994 la franquicia LWT a través de una Opa hostil, mientras que United News and Media (UNM), máximo accionista de Meridian, se hizo con el control de Anglia Television. En todos los casos, se mantuvo una imagen corporativa independiente.
En 1996 el Gobierno británico liberalizó las leyes de absorción de compañías, lo que permitió a Carlton, Granada y UNM continuar con la adquisición de concesiones. Carlton se hizo con Westcountry Television, Granada adquirió el holding formado por Yorkshire y Tyne Tees, y Meridian compró HTV, el operador de Gales. Cada uno de los tres grandes grupos formados mantuvo un modelo comercial distinto. Así, Carlton renombró a finales de los años 1990 todas sus filiales, mientras que Granada y UNM mantuvieron la identidad original de sus franquicias, pero centralizaron la producción.
Durante muchos años, Carlton trató de convertirse en el accionista mayoritario de UNM, pero las autoridades británicas paralizaron la operación, al superar el porcentaje de cobertura permitido para una sola franquicia. En 2000, Carlton vendió HTV a Granada, y pudo completar la operación para absorber UNM. Por otra parte, la última franquicia independiente de ITV en Inglaterra, Border Television, fue adquirida ese mismo año por un fondo de capital riesgo, y vendida en 2001 a Granada.

### Creación de ITV plc
En 2004, Carlton y Granada acordaron su fusión, que terminó con la creación de una compañía para gestionar las franquicias de ITV en Inglaterra y Gales. La unión acarreó un expediente de regulación de empleo y el cierre de varios centros de producción por ambas partes, que hasta esa fecha habían sido rivales. Los nuevos centros de producción contaron con un equipamiento renovado, pero se redujo el número de estudios disponibles. Por ejemplo, la producción de los servicios informativos de muchas franquicias pequeñas se trasladó a Londres, Mánchester o Leeds. En otros casos se fusionaron los informativos de determinadas regiones, como la integración de Border Television en la franquicia de Tyne Tees.
Antes de la fusión, Carlton y Granada colaboraron en otros proyectos como ITV Digital, una fallida plataforma de televisión digital terrestre que desapareció en 2002. También poseían el segundo canal ITV2, y acciones en la compañía que gestiona los servicios informativos de ITV. Tras la fusión, ITV plc creó nuevos canales temáticos como ITV3 y ITV4, disponibles en Freeview. Los canales temáticos de ITV pueden verse también en Escocia, Irlanda del Norte y las Islas del Canal, las regiones donde ITV plc no controla sus franquicias.

## Organización
ITV plc está dividida en tres secciones. La primera división comprende televisión, gestión de canales y el sitio web. La segunda controla los estudios de ITV, tanto la producción nacional como la compra de derechos y la gestión de espacios internacionales. Y la tercera es la rama comercial, que se encarga de la venta de publicidad.
Dentro de los canales de televisión, ITV plc gestiona ITV1, que es el primer canal de ITV en las 11 concesiones que forman parte del grupo y en las Islas del Canal, donde la franquicia Channel Islands tiene otro dueño. En las dos franquicias controladas por STV, la denominación comercial es STV, mientras que en la controlada por UTV Media para Irlanda del Norte es UTV. La programación en toda la red ITV es similar, aunque difiere en las desconexiones regionales o cobertura de algunos eventos. ITV plc gestiona además los temáticos ITV2, ITV3 y ITV4, disponibles en todo Reino Unido.
El grupo posee la totalidad de 11 de las 15 franquicias en las que se divide ITV. Además posee una participación minoritaria del 5,5% en STV Group, propietario de las dos franquicias de ITV en Escocia —Scottish Television y Grampian Television—. También controla el 40% del proveedor de noticias de ITV, Independent Television News (ITN). ITV plc y BBC cuentan con la plataforma OTT, BritBox.

### Logos

1989-1998
1998-2006
2005-2013

### Franquicias controladas
| Nombre                         | Zona                              | Nota                           |
| De Carlton, antes de la fusión | De Carlton, antes de la fusión    | De Carlton, antes de la fusión |
| ------------------------------ | --------------------------------- | ------------------------------ |
| Carlton Television             | Área metropolitana de Londres     | Lunes a viernes                |
| Central Television             | Centro de Inglaterra              |                                |
| ITV Wales & West               | Gales, Oeste de Inglaterra        |                                |
| Westcountry Television         | Sudoeste de Inglaterra            |                                |
| De Granada, antes de la fusión |                                   |                                |
| Granada Television             | Noroeste de Inglaterra            |                                |
| Anglia Television              | Este de Inglaterra                |                                |
| Border Television              | Frontera con Escocia, Isla de Man |                                |
| London Weekend Television      | Área metropolitana de Londres     | Fin de semana                  |
| Meridian Broadcasting          | Sudeste de Inglaterra             |                                |
| Tyne Tees Television           | Nordeste de Inglaterra            |                                |
| Yorkshire Television           | Yorkshire, Lincolnshire           |                                |